# Ферреол Безансонский
Феррео́л (лат. Ferreolus, фр. Ferréol; † 10 июня 212 или 215) — священномученик Безансонский, первый епископ Безансона.

## Житие
Св. Ферреол (Ferreolus, то есть человек из железа) был диаконом, по иному мнению — священником. По преданию, он основал церковь Безансона и около 180 года принёс Благую Весть на земли, составляющие нынешнюю провинцию Франш-Конте, вместе со своим братом, священником св. Ферруционом.
В конце II века, св. Ириней, епископ Лионский, ученик св. Поликарпа, епископа смирнского, отправил двух священнослужителей — свв. Ферруциона и Ферреола, родом из Афин, что в Греции, с евангельской проповедью в Везонтий (Vesontio, латинское название Безансона), чтобы просветить секуанов, живших в римских владениях в Галлии.
Будущие святые мученики обосновались в пещере около села, которое стало называться Сен-Фержё и ныне составляет один из кварталов города Безансон. Из этой пещеры они начали свою проповедь.
Свв. Ферреол и Ферруцион были умучены 10 июня 212 или 215 года. Им были отрублены головы по приказу римского губернатора Клавдия, который увидел в их проповеди возмущение общественного спокойствия.

## Прославление
Около 370 года были обретены святые мощи мучеников. Первый храм св. Ферруциона был построен около 550 года поверх пещеры. Между 1890 и 1900 на месте этого храма была построена базилика, в крипте которой и находится эта пещера .
Свв. Ферреола и Ферруциона почитают небесными покровителями Безансона.
Память в Католической церкви - 16 июня (в Безансоне также 30 мая — перенесение мощей).